# Сілінсюешань
Сілінсюешань (кит.: 西岭雪山, піньінь: Xī lǐng xuěshān) — гора в китайській провінції Сичуань. Як національний парк входить до резерватів великої панди, які занесені до Світової спадщини ЮНЕСКО. Назва перекладається «Снігова гора Сілін».

## Опис
Загальна площа 48 300 га. Є частиною гірської системи Цюнлай та Цінхай-Тибетського нагір'я. Розташована у окрузі Даї провінції Сичуань, на відстані 60 км від м. Даї та 95 км від м. Ченду. Основу становлять два величних піки, що лежать один проти одного (місцеві порівнюють їх з інь і ян) та пік «Червоної мавпи». Цікавинкою є водоспад неподалік від скелі Чжанцзі'я.
Сніг постійно знаходиться на верхівці гори, вище 5300 м над рівнем моря. На всій площі гори сніг лежить від грудня до кінця березня. Товщина снігового покриву становить 50—80 см, середньозимова температура −2 °C, найнижча −15 °C.
Первісний ліс охоплює близько 90 % загальної площі гори, з яких декілька сотень гектарів становить бамбуковий гай, що має назву «Пандовий ліс», а також альпійські луки, численні чагарники, мохи, папороті. Тут представлено більш ніж 3000 видів рослин, зокрема гінкго, представники роду Emmenopterys з маренових, османтус (близько 1000 га), рододендрони, Actinidia chinensis, болиголов, азалії. Уздовж лісових струмків зустрічаються рідкісні тварини — велика панда, мала панда, димчастий леопард, золотиста кирпоноса мавпа, антилопи.

## Історія
Згідно з теорією, 200 млн років тому являла собою вулкан, проте після виверження перетворилася на спокійну снігову гору. Втім, ця гіпотеза ще потребує дослідження, чим збираються зайнятися фахівці Технологічного університету Ченду.
Здавна образи цієї гори надихали китайських митців та поетів, спеціального вірша її присвятив Ду Фу. Вперше офіційна назва Снігова гора Сілін з'явилися під час династії Цін у 1875 році.
У 1989 році стає заповідником провінції Сичуань. У 1994 році Державна рада КНР надала йому статус національного заповідника. Того ж року отримав категорію АААА за Рейтингом туристичних визначних пам'яток. У 1999 році тут спорудили сучасний гірськолижний курорт на рівні 2100—2800 м з лижною базою площею 7 км². Також побудовано канатну дорогу завдовжки 2500 м, що є найдовшою канатною дорогою в КНР. Вона доставить пасажирів до висоти 3250 м над рівнем моря.
У 2006 році національний парк увійшов до переліку Світової спадщини в Китаї.